# Supercopa de Brasil de Fútbol Femenino
La Supercopa de Brasil de Fútbol Femenino, conocida simplemente como Supercopa Femenina, es una competición nacional de fútbol femenino en Brasil. Se juega de forma similar a la Supercopa de España femenina, entre otras, siempre en formato Liguilla, donde el equipo derrotado queda eliminado de la competición.

## Sistema de disputa
La Supercopa de Fútbol Femenino se disputa mediante el sistema "Eliminación directa", en el que dos equipos se enfrentan, a un solo partido, y el ganador avanza a la siguiente fase, hasta el partido decisivo, la Final de la Supercopa. El torneo cuenta con la presencia de ocho clubes y se divide en tres fases: cuartos de final, semifinales y final. Si hay empate durante el tiempo reglamentario, habrá una tanda de penales para decidir quien avanza de ronda.

## Clasificación
La lista de clubes participantes se ajusta a los siguientes criterios:
- Los ocho clubes mejor ubicados entre los 12 mejores ubicados de la Serie A1 y los 4 mejores ubicados de la Serie A2, con un lugar limitado por estado.

Si los cupos no se cubren, la Federación mejor clasificada en ranking de la CBF tendrá derecho a un cupo adicional. Vale la pena señalar que ningún estado puede tener más de dos representantes en la competencia.

## Palmarés
| Año  | Campeón     | Final Resultado | Subcampeón |
| ---- | ----------- | --------------- | ---------- |
| 2022 | Corinthians | 1:0             | Grêmio     |
| 2023 | Corinthians | 4:1             | Flamengo   |
| 2024 | Corinthians | 1:0             | Cruzeiro   |

## Títulos por equipo
| Club        | Títulos | Subtítulos | Años campeón     | Años subcampeón |
| ----------- | ------- | ---------- | ---------------- | --------------- |
| Corinthians | 3       | 0          | 2022, 2023, 2024 | ----            |
| Grêmio      | 0       | 1          | ----             | 2022            |
| Flamego     | 0       | 1          | ----             | 2023            |
| Cruzeiro    | 0       | 1          | ----             | 2024            |

## Títulos por estado
| Estado             | Títulos | Subtítulos |
| ------------------ | ------- | ---------- |
| São Paulo          | 3       | 0          |
| Río Grande del Sur | 0       | 1          |
| Río de Janeiro     | 0       | 1          |
| Minas Gerais       | 0       | 1          |

## Goleadoras
| Año  | Jugadora | Club                                      | Goles |
| ---- | --- | ----------------------------------------- | ----- |
| 2022 | Jéssica, Dani y Patrícia Tamires, Gabi Zanotti, Gabrielle, Jaqueline, JHE y Liana Salazar Cida, Darlene y Duda Geovana | Grêmio Corinthians Flamengo Real Brasília | 1     |
| 2023 | Tamires Giovanna y Duda                                                                                                | Corinthians Flamengo                      | 3     |
| 2024 | Priscila Byanca Brasil                                                                                                 | Internacional Cruzeiro                    | 2     |